# Bernhard Riemann
Georg Friedrich Bernhard Riemann (Breselenz in het huidige Jameln bij Dannenberg aan de Elbe, 17 september 1826 - Selasca in het huidige Verbania aan het Lago Maggiore, 20 juli 1866) was een Duitse wis- en natuurkundige die baanbrekend heeft bijgedragen aan onder meer de analyse, de getaltheorie, de differentiaalmeetkunde en de wiskundige natuurkunde. Hij combineerde analyse met meetkunde en was een voorbereider van Einsteins algemene relativiteitstheorie. De naar hem genoemde Riemann-hypothese is een van de bekendste openstaande, nog niet bewezen wiskundige hypothesen. Bernhard Riemann geldt als een van de invloedrijkste wiskundigen aller tijden. 

## Leven

### Jeugd
Riemann werd geboren in Breselenz, een dorp nabij Dannenberg in het koninkrijk Hannover in de huidige Duitse deelstaat Neder-Saksen. Zijn vader, Friedrich Bernhard Riemann, die tijdens de napoleontische oorlogen had deelgenomen aan de gevechten, was een arme Lutherse dominee. Zijn moeder stierf toen de kinderen nog klein waren. Riemann, de tweede van zes kinderen, was een zeer verlegen kind, dat last had van zenuwinzinkingen. Al vanaf jeugdige leeftijd liet Riemann zien dat hij over uitzonderlijke wiskundige vaardigheden beschikte. 

### Middelbare school
Op de middelbare school bestudeerde Riemann intensief de Bijbel, maar hij was in zijn gedachten ook vaak bij de wiskunde. Beide combinerend probeerde hij op enig moment zelfs de correctheid van het Boek Genesis, het eerste boek uit de Bijbel, wiskundig te bewijzen. Hij verbaasde zijn leraren door zijn genie en zijn vermogen om zeer complexe wiskundige operaties uit te kunnen voeren. Het kwam steeds vaker voor dat Riemann meer kennis had dan zijn leraren. In 1840 vertrok Riemann naar Hannover. Hij leefde daar bij zijn grootmoeder en bezocht het plaatselijke lyceum. Na het overlijden van zijn grootmoeder in 1842 bezocht hij vervolgens het lyceum in Lüneburg. Op 19-jarige leeftijd begon hij in 1846 aan een studie van filologie en theologie.

### Studie
Het plan was dat Riemann net als zijn vader theologie zou gaan studeren. Als voorbereiding had hij in Lüneburg behalve Latijn en Grieks ook Hebreeuws gestudeerd, maar in Göttingen stapte hij over naar de wiskunde. Hij studeerde van 1846 tot 1847 onder andere bij Moritz Stern, Johann Benedict Listing, een van de grondleggers van de topologie die in 1847 een boek over dit onderwerp schreef, en Carl Friedrich Gauss, die in die jaren vrijwel uitsluitend college gaf in de astronomie en maar zelden over toegepaste onderwerpen als zijn methode van de kleinste kwadraten. Riemann volgde daarna van 1847 tot 1849 in Berlijn college bij Johann Dirichlet over partiële differentiaalvergelijkingen en bij Carl Jacobi en Ferdinand Eisenstein, met wie hij nader kennis maakte, over elliptische functies. Daarnaast volgde hij meetkunde bij Jakob Steiner. Volgens Richard Dedekind was Riemann in die tijd onder de indruk van de gebeurtenissen van de revolutie van maart 1848. Als onderdeel van het Studenten Corps hield hij een dag de wacht bij het Koninklijk Paleis. In 1849 was hij terug in Göttingen en begon hij te werken aan zijn proefschrift over de complexe functietheorie, dat hij in 1851 afsloot. Hij werd daarna eerst assistent van de natuurkundige Wilhelm Eduard Weber en behaalde in 1854 zijn habilitatie.

### Hoogleraar in Göttingen, reizen en levenseinde
Riemann was vanaf 1857 universitair hoofddocent in Göttingen. Datzelfde jaar trokken zijn twee overlevende zusters bij hem in. Na de dood van zijn broer moest hij ondanks zijn bescheiden salaris voor hen zorgen - in die tijd bestond het salaris van een universitair hoofddocent grotendeels uit entreegelden voor de colleges, en in de meeste gevallen gold hoe moeilijker het college, des te minder toehoorders. Riemann raakte overwerkt en had een inzinking. Om te herstellen en uit te rusten ging hij naar Bad Harzburg naar Richard Dedekind. In 1858 bezochten de Italiaanse wiskundigen Brioschi, Betti en Casorati Göttingen. Riemann raakte met hen bevriend en vertelde ze over de topologie. Hij bezocht in hetzelfde jaar opnieuw Berlijn, waar hij Kummer, Weierstrass en Kronecker ontmoette. In 1859 volgde hij na diens overlijden Dirichlet op, en nam daardoor de leerstoel in die enige jaren eerder nog door Gauss werd bekleed. Hij reisde in 1860 naar Parijs, waar hij Puiseux, Bertrand, Hermite, Briot en Boucquet ontmoette. In 1862 trouwde hij met Elise Koch, een vriendin van zijn zusters, met wie hij een dochter, Ida, kreeg, die in 1863 in Pisa werd geboren. Hij verbleef in dat jaar langere tijd in Italië, waar hij zijn Italiaanse wiskundige vrienden opnieuw ontmoette. Op de terugweg van een reis naar Italië in 1862 verslechterde zijn gezondheidstoestand. Riemann leed aan tuberculose. Ook langere verblijven in het milde klimaat van Italië konden de ziekte niet genezen. Op de vlucht voor de in 1866 in de buurt van Göttingen plaatsvindende veldslag tussen de legers van Hannover en Pruisen en opnieuw op zoek naar herstel van zijn ziekte stierf hij in 1866 op de leeftijd van 39 jaar, op zijn derde reis naar Italië. Hij werd in Biganzolo begraven. Op zijn grafsteen staat:
Denen die Gott lieben müssen alle Dinge zum Besten dienen.

## Werk
Bernhard Riemann geldt ondanks zijn korte leven als een van de meest vooraanstaande wiskundigen aller tijden, van wie het werk tot op de huidige tijd nog steeds van groot belang is voor de natuurwetenschappen. Hij behoorde ten eerste tot de grondleggers van de complexe functietheorie, de theorie van complexe functies en wordt ten tweede als de grondlegger van de niet-euclidische elliptische meetkunde. Dit wordt nu de riemann-meetkunde genoemd. Riemann geldt daarmee als een van de wegbereiders voor Einsteins algemene relativiteitstheorie.
Daarnaast bestudeerde Riemann elliptische functies, integraalrekening, tensorrekening en differentiaalmeetkunde.
Hij formuleerde in 1854 de nodige en voldoende voorwaarden voor het bestaan van de integraal van een functie, de Riemannintegraal, en  bewees verder dat continue en stuksgewijs continue functies aan die voorwaarden voldoen. Hij gaf in 1856 een boek uit met zijn lessen over zwaartekracht en elektromagnetisme en vond in 1861 de eerste metrische differentiaaltensor.

### Meetkunde
Riemann schreef alleen in zijn habilitatiecollege uit 1854 over zijn ideeën over de differentiaalmeetkunde in een willekeurig aantal dimensies met een lokaal gedefinieerde metriek en besprak het in de aanwezigheid van Carl Friedrich Gauss, die toen reeds op leeftijd was. Riemann had voor deze habilitatie verschillende colleges voorbereid. Zijn Über die Hypothesen, welchen der Geometrie zugrunde liegen werd pas als laatste voorgelegd. Gauss koos, wat ongebruikelijk is, bewust voor dit thema en was na afloop onder de indruk. Toen dit werk in 1868, pas twee jaar na Riemanns dood, werd gepubliceerd, werd het door het wiskundig publiek met enthousiasme ontvangen. Het wordt nu erkend als een van de belangrijkste werken in de geschiedenis van de meetkunde. 
Het studiegebied dat zijn oorsprong vond in dit habilitatiecollege wordt naar hem de Riemann-meetkunde genoemd. Riemann vond de juiste manier om de differentiaalmeetkunde van oppervlakken, die door Gauss zelf al waren bewezen in diens theorema egregium, uit te breiden naar {\displaystyle n} dimensies. Het fundamentele object noemt men de krommingstensor van Riemann. Voor het geval van een oppervlak kan deze tensor tot een positief, negatief of nulzijnd getal (scalair) worden gereduceerd; de niet-nulzijnde en constante gevallen zijn modellen van de niet-Euclidische meetkunde. Riemann's idee was om een verzameling van getallen op elk punt in de ruimte  (dat wil zeggen, een tensor) te introduceren die beschrijft in hoeverre deze ruimte gebogen of gekromd is. Riemann vond dat men in vier ruimtelijke dimensies op elk punt een verzameling van tien getallen nodig heeft om de eigenschappen van een variëteit te beschrijven, ongeacht hoe vervormd deze variëteit is. Dit is de beroemde constructie die centraal staat in zijn meetkunde en die nu bekendstaat als een Riemann-metriek.
In een Parijzer prijsessay, in 1876 gepubliceerd in zijn verzamelde werken, wees Riemann op concrete uitvoering van zijn ideeën, bijvoorbeeld de Christoffel-symbolen en de krommingstensor van Riemann.

### Functietheorie
Zijn meetkundige onderbouwing van de functietheorie met de invoering van Riemann-oppervlakken, waarop meerduidige functies zoals de logaritmen (oneindig veel bladeren) of wortelfuncties (twee bladen) "eenduidig" zijn, deed hij in zijn proefschrift, dat volgens Dedekind reeds in het najaar 1847 in Berlijn werd voltooid (in discussies met Eisenstein zou hij zijn differentiaalvergelijking- toegang hebben verdedigd tegen de meer formele instelling van Eisenstein). Complexe functies zijn "harmonische functies" (dat wil zeggen dat zij voldoen aan de Laplacevergelijking of gelijkwaardig zijn de Cauchy-Riemann-differentiaalvergelijkingen) op die oppervlakken en zij worden door de locatie van hun singulariteiten en de topologie van deze oppervlakken (aantal bladeren enz.) beschreven. Het topologische "geslacht" van Riemann-oppervlakken wordt door 
{\displaystyle g={\tfrac {1}{2}}w-n+1}
gegeven, waar de {\displaystyle w} vertakkingspunten van het oppervlak {\displaystyle n} bladeren aan elkaar gehecht zijn. Voor {\displaystyle g>1} heeft het Riemann-oppervlak 
{\displaystyle 3g-3}
parameters, de modulen.
Zijn bijdragen op dit gebied zijn talrijk. Zijn beroemde afbeeldingstelling van Riemann stelt dat elke simpelweg verbonden gebied in het complexe vlak {\displaystyle \mathbb {C} }, hetzij "biholomorf" equivalent is aan {\displaystyle \mathbb {C} } in zijn geheel of aan het inwendige van de eenheidscirkel van {\displaystyle \mathbb {C} } (wat wil zeggen dat er ook in omgekeerde richting een analytische afbeelding bestaat). De veralgemening van de stelling in termen van Riemann-oppervlakken is de beroemde uniformeringsstelling, waar onder andere Henri Poincaré en Felix Klein zich van 1870-1890 intensief mee bezig hebben gehouden. Ook hier kwamen de wiskundig strikte bewijzen eerst later – na de ontwikkeling van adequate wiskundige hulpmiddelen – in dit geval in de topologie.
Voor het bewijs van het bestaan van functies op Riemann-oppervlakken maakte Riemann gebruik van een minimaalvoorwaarde, die hij het principe van Dirichlet noemde (minimalisering van de integraal (over het oppervlak) van de scalaire kwadraat van de gradiënt van de functies, losjes gesproken de "energie". Partiële integratie van deze integraal geeft de Laplace-vergelijking). Weierstrass wees direct op een gat: Riemann had met zijn "werkhypothese" (voor hem was het bestaan van het minimum intuïtief duidelijk) geen rekening gehouden met het feit dat de eraan ten grondslag liggende functieruimte niet volledig hoefde te zijn en dat derhalve het bestaan van een minimum niet verzekerd was. Door het werk van Hilbert in de variatierekening werd het principe van Dirichlet rond de eeuwwisseling van een theoretische basis voorzien. 
Weierstrass was overigens onder de indruk van Riemann, in het bijzonder van zijn theorie over commutatieve functies. Toen Riemanns artikel verscheen trok Weierstrass zijn eigen werk over dit onderwerp, dat reeds bij Crelle lag, weer terug en publiceerde het ook niet meer. De twee kregen een goede verstandhouding, vanaf het moment dat Riemann hem in 1859 in Berlijn bezocht. Weierstrass moedigde zijn student Hermann Amandus Schwarz aan om naar alternatieven voor het principe van Dirichlet te zoeken in de grondslagen van de functietheorie. Hierin was Schwarz succesvol. 
Voor de moeilijkheden die tijdgenoten van Riemann met zijn nieuwe ideeën hadden is een anekdote kenmerkend die is overgeleverd door Arnold Sommerfeld: Weierstrass had Riemanns proefschrift in de jaren 1870 meegenomen om tijdens zijn vakantie op de Rigi te bestuderen en klaagde dat het werk zeer moeilijk te begrijpen was. De natuurkundige Hermann von Helmholtz leende het werk om het 's avonds te bestuderen en gaf het terug met het commentaar dat het voor hem "overeenkomstig de natuur" en "vanzelfsprekend" was.

### Getallentheorie
Zijn werk Über die Anzahl der Primzahlen unter einer gegebenen Grösse uit 1859, zijn enige werk over de getaltheorie, geldt samen met een aantal werken van Tsjebysjev en zijn leraar Dirichlet als het fundament voor de analytische getaltheorie. Het was vooral een poging om de door Gauss vermoede priemgetalstelling te bewijzen. 
Riemann deed in dit werk met behulp van de complexe functietheorie verregaande uitspraken over de verdeling van de priemgetallen. Hier vinden we vooral ook de naar hem genoemde riemann-hypothese over de nulpunten van de zèta-functie, hoewel maar in een zin vermeld. Hij gaf het na enkele vluchtige pogingen op om een bewijs te vinden, omdat hij het voor zijn onmiddellijke doel niet nodig had. De riemann-hypothese is nog steeds niet bewezen, maar daarentegen van fundamenteel belang voor de getaltheorie. Dat aan Riemann's korte essay omvangrijke berekeningen ten grondslag lagen heeft Siegel in 1932 laten zien, toen hij de nalatenschap van Riemann in Göttingen onderzocht. 
Riemann heeft nog meer interessante bijdragen aan de wiskunde geleverd. Zo bewees hij de functionaalvergelijking van de zètafunctie, die al bekend was aan Euler, waarachter zich een thèta-functie verstopt en gaf hij een betere benadering voor de verdeling van priemgetallen {\displaystyle \pi (x)} dan de verschoven logaritmische integraal {\displaystyle \mathrm {Li} (x)}. Door de sommatie van deze benaderingsfunctie over de niet-triviale nulpunten op de lijn met reëel deel 1/2, gaf hij zelfs een exacte 'expliciete formule' voor de priemgetal-telfunctie {\displaystyle \pi (x)}. 
Omdat Tsjebysjev in 1852 Dirichlet in Berlijn had bezocht, was Riemann bekend met het werk van Tsjebysjev over de priemgetalstelling, maar de methode die ze gebruikten verschilden sterk van elkaar.

### Wiskundige natuurkunde, natuurlijke filosofie
Riemann interesseerde zich onder de invloed van de filosoof Johann Friedrich Herbart ook sterk voor de wiskundige natuurkunde en de natuurfilosofie. Hij verdedigde een soort van "veldtheorie" van de geestelijke fenomenen vergelijkbaar met de elektrodynamische in analogie met de wet van Gauss in de potentiaaltheorie. „In jedem Augenblick tritt etwas Bleibendes in unsere Seele, um gleich wieder zu verschwinden.“ Voor Herbart, die in navolging van David Hume op zoek was naar een wiskundige onderbouwing van de psychologie, was het subject slechts het veranderende product van de ideeën. Riemanns ideeën over de natuurlijke filosofie zijn uit zijn nalatenschap in zijn verzameld werk gepubliceerd.
Zijn "Beitrag zur Elektrodynamik" van 1858, die hij voor publicatie terugtrok, moest de elektrodynamica verenigen: Coulombkrachten (zwaartekracht, elektriciteit) uit weerstand tegen verandering in volume, "elektrodynamische" krachten, zoals licht, warmtestraling uit weerstand tegen lengteverandering van een lijnstuk (hij gaat van Ampères wet over de wisselwerking van twee elektrische stromen uit). In plaats van de Poisson-vergelijking voor de potentiaal, kwam hij tot een golfvergelijking met constante lichtsnelheid. Bij de ontwikkeling van zijn ideeën werd hij beïnvloed door Isaac Newtons derde brief aan Bentley (geciteerd in Brewsters "Leven van Newton"). De Duitse natuurkundige Rudolf Clausius vond in dit postuum gepubliceerde werk een ernstige vergissing. 
Zijn gebruik van het principe van Dirichlet duidde reeds op methoden uit de variatierekening. Riemann heeft ook een werk over minimaaloppervlakken geschreven. Volgens Laugwitz is dit werk door Hattendorff, die het werk postuum uitgaf, onhandig bewerkt en loopt het werk vooruit op veel ideeën van Hermann Amandus Schwarz. 
In de wiskundige natuurkunde werkte hij bijvoorbeeld aan warmtegeleidingsproblemen, potentiaalproblemen, hyperbolische differentiaalvergelijkingen (hij ontdekte in 1860 een nieuwe methode voor het oplossen van differentiaalvergelijkingen die schokgolven beschrijven) en afbeeldingen van roterende vloeistoffen. Vanwege zijn studie naar hyperbolische vergelijkingen is het Riemann-probleem naar hem vernoemd. Op het gebied van roterende vloeistoffen beantwoordde hij een vraag van Dirichlet en vond nieuwe afbeeldingen in aanvulling op de reeds door Dedekind, Dirichlet en MacLaurin gekende. Daarnaast heeft hij (vooruitlopend op Aleksandr Ljapoenov) ook gekeken naar de stabiliteit van deze afbeeldingen. Hattendorf heeft zijn colleges over partiële differentiaalvergelijkingen over de wiskundige natuurkunde na zijn dood uitgegeven. Later werd daaruit door Heinrich Weber een toenmaals bekend leerboek samengesteld. Nog kort voor zijn dood werkte Riemann aan een theorie van het menselijke oor.

## Naar Riemann genoemd
- Riemann-functie
- Riemann-hypothese
- Riemannintegratie
- Riemann-matrix
- Riemann-meetkunde
- Riemann-oppervlak
- Riemann-sfeer
- Krommingstensor van Riemann
- Riemann-variëteit
- Riemann-zèta-functie
- Riemann-som
- Lemma van Riemann
- Afbeeldingstelling van Riemann
- Formule van Riemann
- Formule van Riemann-Hurwitz
- Riemann-Liouville differentiaal-integraalvergelijking
- Formule van Riemann-von Mangoldt
- Stelling van Riemann-Roch
- Riemann-thèta-functie
- Riemann-Siegel-thèta-functie
- Riemanns differentiaalvergelijking
- Cauchy-Riemann-differentiaalvergelijkingen
- Stelling van Hirzebruch-Riemann-Roch
- Lemma van Riemann-Lebesgue
- Riemann-Stieltjes-integraal
- Riemannstelling over reeksen

## Overige
- Riemann is een van de historische figuren in de film Dimensions.

## Websites
- (en)  Riemann in het Mathematics Genealogy Project.
- (de)  The Mathematical Papers of Georg Friedrich Bernhard Riemann
- (de)  Alle publicaties van Riemann zijn te vinden op The Mathematical Papers of Georg Friedrich Bernhard Riemann (1826-1866).
- (en)  MacTutor biografie van Riemann
- (en)  Biografie op Wolframs science world.
- (de)  Bernhard Riemann op zbMATH Open.